# Openpilot

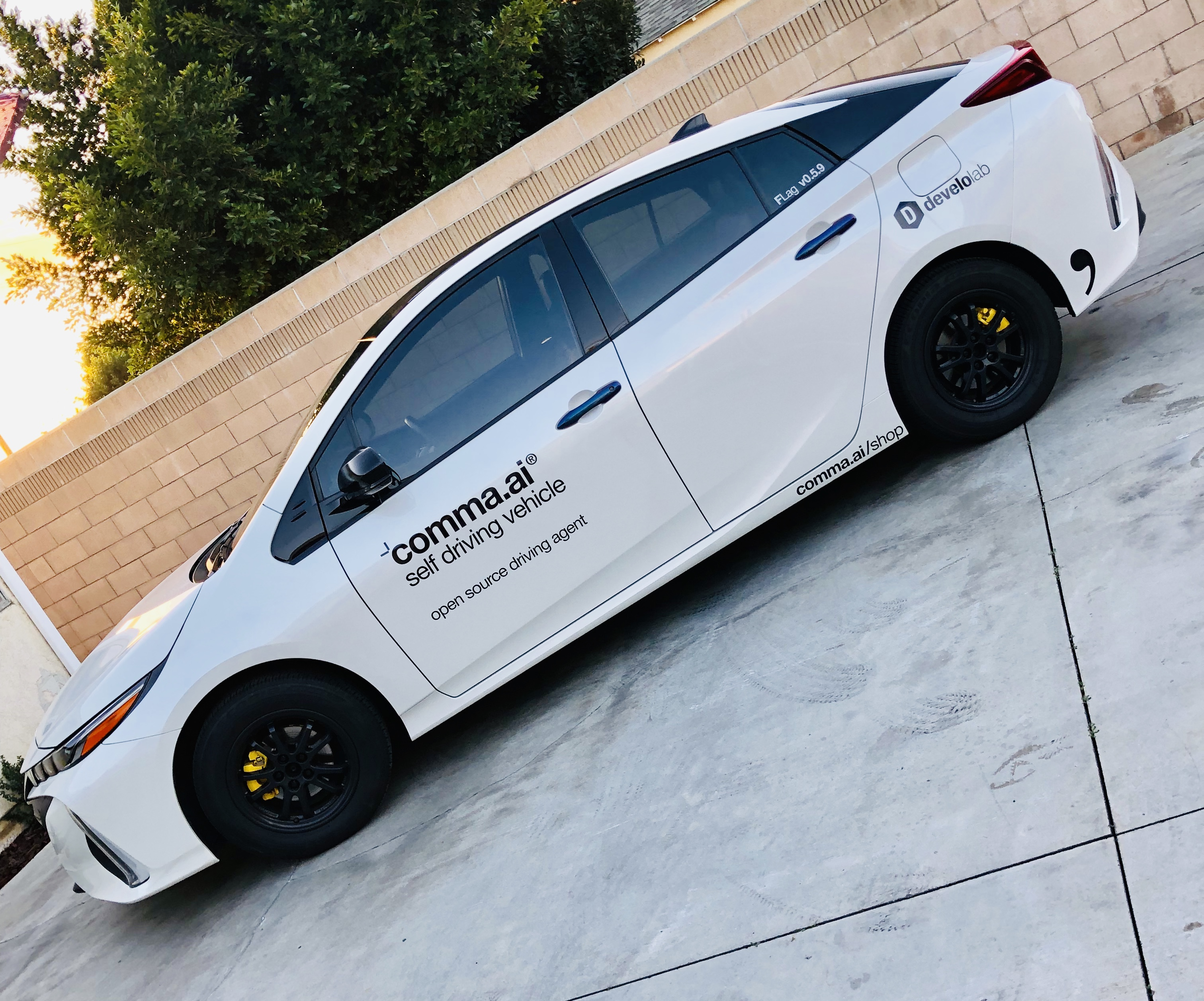
安裝了openpilot的Toyota Prius

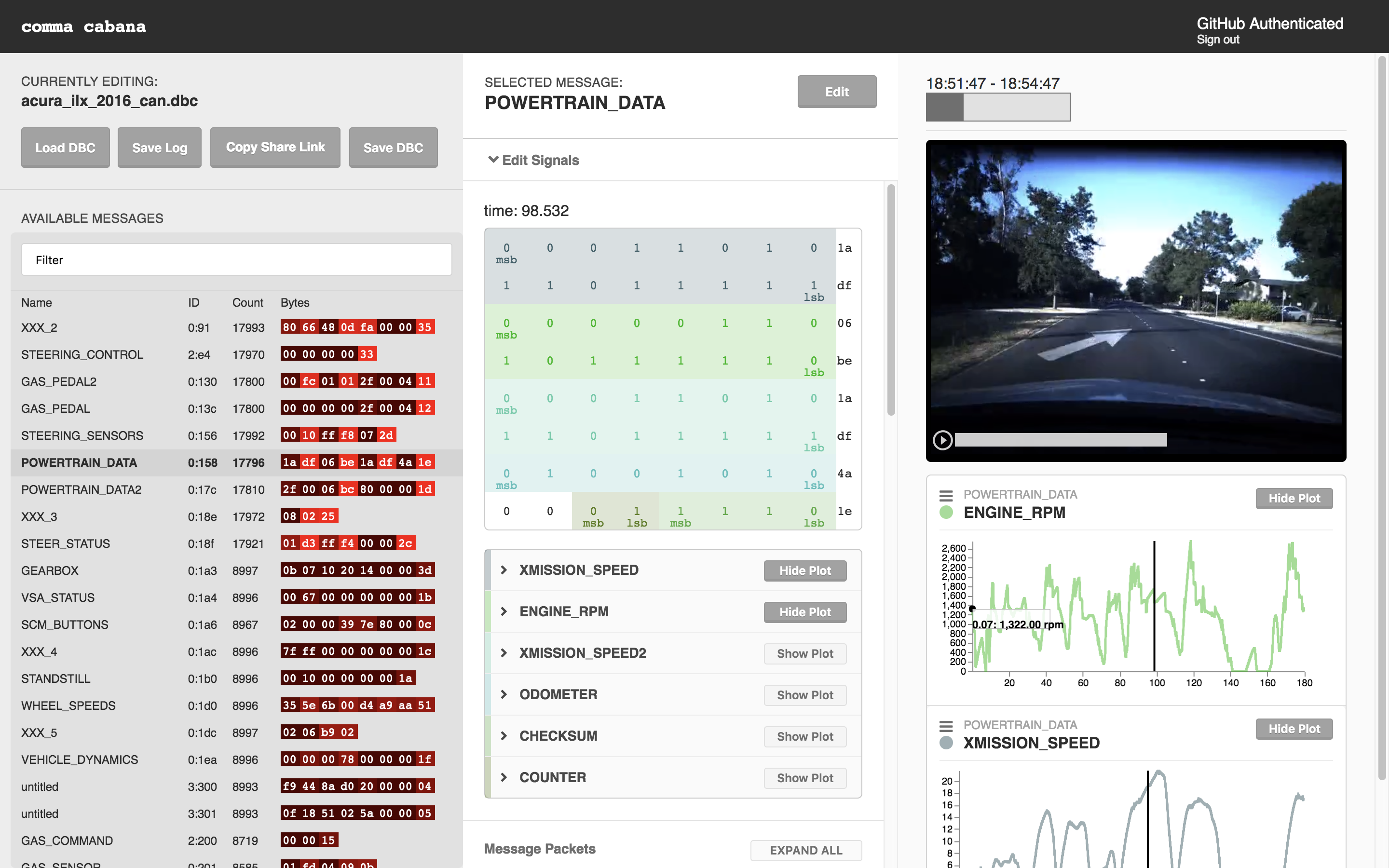
汽車規格編輯程式

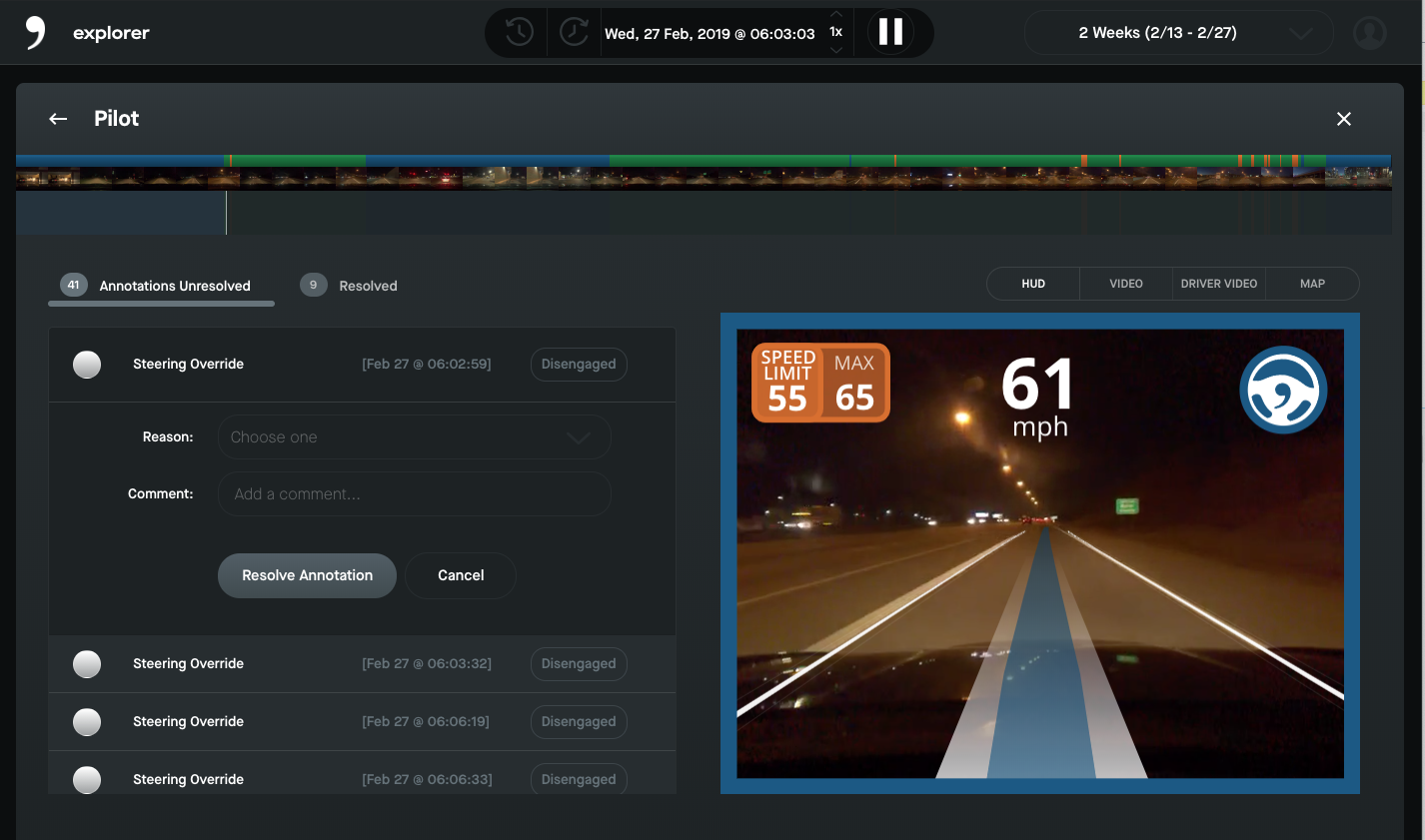
使用者註記程式

openpilot是由comma.ai開發的开放源代码半自動駕駛系統。openpilot可以代替OEM的高级辅助驾驶系统，用來改善视觉感知與機電执行器控制。它讓使用者可以透過增加的計算能力、強化的偵測器以及不斷更新的駕駛輔助功能來修改現有的汽車，這些功能會隨使用者遞交的資料而持續改善。
截至2021年3月為止，openpilot使用者行駛了超過四千萬英哩（六千四百萬公里）。

## 歷史
comma.ai由乔治·霍兹於2015年9月建立。幾個月後，彭博社在一篇文章中披露了openpilot的第一個版本，此版本可在2016年式的Acura ILX上運作。這些影片與文章導致了加州汽車部門的警告函，聲稱comma.ai並未取得測試自駕車的許可證。
官方並在TechCrunch Disrupt上宣佈，openpilot被包裝成名為"comma one"可運輸的小型裝置。美国国家公路交通安全管理局在2016年10月27日寄了一封信告知Hotz他的產品必須符合聯邦機動車輛安全標準。comma.ai隨後在一則從中國深圳的推文中宣佈取消comma one。
2016年11月30日，也就是一個月後，comma.ai將openpilot開放原始碼，強調其研究用途，且無任何擔保。
2020年1月7日，comma.ai在拉斯维加斯的消費電子展上推出999美元的"comma two"。

## 功能

### 自動車道置中
openpilot使用經過駕駛使用者資料訓練過的机器学习來決定道路上最安全的路徑。這可以改善在沒有車道標線的道路上行駛的表現，並透過追蹤前方的車道線來維持車道置中。

### 主動式車距維持定速
openpilot能與前前方車輛保持安全的跟車距離。它可以在無使用者干預的情況下以隨停隨走的方式行駛。它使用開放街圖的道路曲率與速度限制資料以讓車輛在急轉彎時放慢速度，並將車輛的速度維持在目前的速限之下。

### 駕駛監控
openpilot會監視駕駛臉部，如果駕駛分心了則會被警示。如果駕駛分心超過六秒，openpilot會將車輛減速至停止，並以聲音對使用者發出警報。

### 車道變換輔助
駕駛開啟方向燈時，openpilot會使用此功能來變換車道，駕駛必須在方向盤上進一步動作以確認變換車道。在部份的品牌與車款上，openpilot也會與盲點警示系統互動，以在盲點警示系統偵測到其他車輛時阻止變換車道。

### 軟體更新
openpilot透過WiFi或行動網路接收軟體更新。

## 支援的車輛
剛釋出時，openpilot僅支援本田思域與Acura ILX。透過許多開放原始碼貢獻者新增了更多車輛與品牌的支援。目前官方支援的車輛清單可在官方頁面 （页面存档备份，存于）上檢視。

## 社群
開放原始碼社群使用Discord與GitHub來支援開發。
comma.ai已釋出工具與指南協助開發者支援他們的汽車。另外，他們也釋出了可以讓使用者審閱他們的駕駛過程的工具。

### 分支
comma.ai維護openpilot的程式碼與釋出版本，並且也有不斷成長中的社群維護openpilot的各種分支。這些分支多具有各種實驗性功能，如煞車燈偵測等。
未有自動駕駛的Tesla型號也有社群分支來支援其改裝。克萊斯勒與吉普的部份車型也透過社群貢獻而得以支援。